# R26 (België)

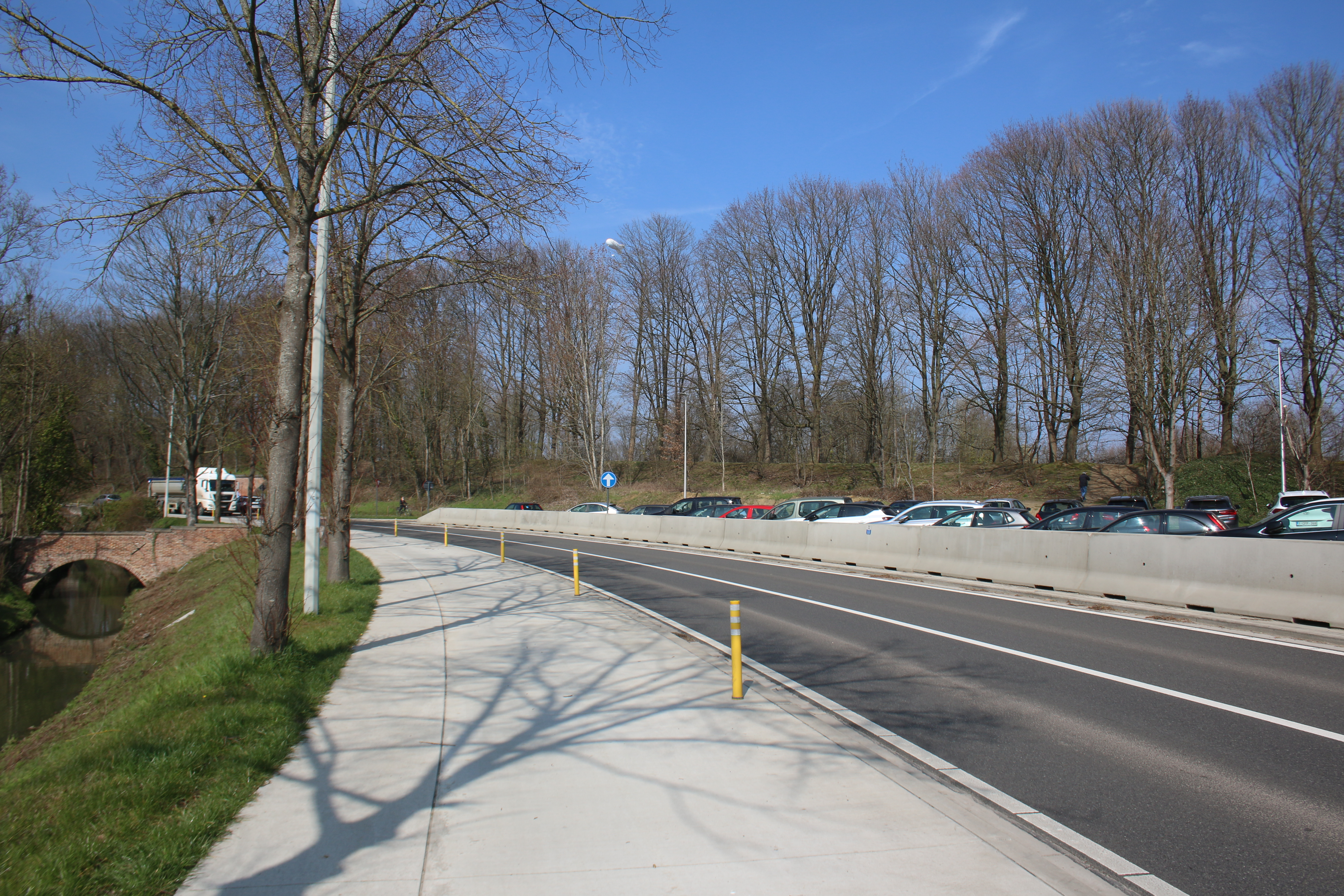

De R26 is een ringweg rond de Belgische stad Diest. De weg vormt een volledige lus rond de stad. Tussen het noorden (bij het station van Diest) en het oosten loopt de R26 langs de oude vesten.